# 김경민 (축구 심판)
김경민(1980년 4월 21일 ~ )은 대한민국의 축구 심판으로 현재 K리그2 심판 (부심)으로 활동 중이다.

## 축구인 경력
경포여자중학교와 강일여자고등학교, 울산과학대학교를 졸업했다. 대학교 때까지 선수 생활하다가 부상으로 심판으로 했다.
2000년에 심판계에 입문 하였고, 2004년에는 국제 축구 연맹 (FIFA) 소속 국제 심판으로 등록되었으며 2004년 FIFA U-19 세계 여자 축구 선수권 대회, 2006년 AFC 여자 아시안컵, 2007년 FIFA 여자 월드컵, 2008년 AFC 여자 아시안컵, 2008년 FIFA U-17 여자 월드컵, 2010년 AFC 여자 아시안컵, 2010년 FIFA U-20 여자 월드컵, 2010년 FIFA U-17 여자 월드컵, 2011년 FIFA 여자 월드컵, 2012년 하계 올림픽 축구, 2014년 FIFA U-17 여자 월드컵, 2014년 AFC 여자 아시안컵, 2015년 FIFA 여자 월드컵, 2016년 FIFA U-20 여자 월드컵, 2018년 AFC 여자 아시안컵, 2018년 FIFA U-20 여자 월드컵, 2019년 FIFA 여자 월드컵, 2022년 AFC 여자 아시안컵와 2023년 FIFA 여자 월드컵, 2023년 AFC 아시안컵의 심판을 맡았다.
2024년 6월 30일 수원 삼성 블루윙즈와 안산 그리너스 경기에서 이기제가 부심 한테 항의 하였고에서 경기 종료후 이기제의 악수를 거부했고 이기제는 욕설을 한적이 없다고 주장하였다. 무선마이크로 주심에게 알렸지만 경기를 진행하였고 최광호 주심은 1경기 출전 정지 징계를 받았다.

## 기타
그의 배우자 최민병도 대한민국의 축구 심판으로 활동 하였다.

## 심판 경력
- K리그1 2021년 ~ 현재
- K리그2 2013년 ~ 현재
- WK리그 2009년 ~ 20??년
- FIFA 2004년 ~ 현재

## 수상 내역
- 아시아 축구 연맹 올해의 여자 부심상 : 2012, 2014
- 대한축구협회 올해의 심판상 : 2016, 2021, 2023

## 참여 대회
- WK리그
- K3리그
- K리그2
- K리그1